# Aeroport Internacional Príncep Said Ibrahim
L'Aeroport Internacional Príncep Said Ibrahim (IATA: HAH, ICAO: FMCH) és un aeroport internacional situat a Moroni, a les Comores.

## Aerolínies i destinacions
| Aerolínia               | Destinacions                                                      |
| ----------------------- | ----------------------------------------------------------------- |
| African Express Airways | Mombasa, Nairobi, Zanzibar                                        |
| Air Austral             | Dzaoudzi, Saint Denis de la Réunion                               |
| Air Madagascar          | Majunga                                                           |
| Comores Aviation        | Anjouan, Antananarivo, Dar es Salaam, Dzaoudzi, Mahajanga, Mohéli |
| Kenya Airways           | Nairobi                                                           |

## Incidents i accidents
El 30 de juny de 2009, el vol 626 de Yemenia, un Airbus A310-300 amb número de vol IY626, sortí de l'Aeroport de Sanà, al Iemen, amb destinació a l'Aeroport Internacional Príncep Said Ibrahim. L'avió s'estavellà durant l'apropament a l'aeroport de destinació, amb 152 persones a bord. Una adolescent de catorze anys va ser l'única supervivent del sinistre.